# (8591) Excubitor
(8591) Excubitor es un asteroide que forma parte del cinturón de asteroides y fue descubierto por Ingrid van Houten-Groeneveld, Cornelis Johannes van Houten y Tom Gehrels el 24 de septiembre de 1960 desde el observatorio del Monte Palomar, Estados Unidos.

## Designación y nombre
Excubitor recibió al principio la designación de 6543 P-L. Se llama así por el Lanius excubitor o alcaudón real o alcaudón norteño.

## Características orbitales
Excubitor orbita a una distancia media del Sol de 3,151 ua, pudiendo alejarse hasta 3,761 ua y acercarse hasta 2,540 ua. Su inclinación orbital es 2,083 grados y la excentricidad 0,194. Emplea 2042,54 días en completar una órbita alrededor del Sol.
Los próximos acercamientos a la órbita de Júpiter ocurrirán el 21 de mayo de 2087, el 23 de enero de 2098 y el 14 de septiembre de 2108.
Pertenece a la familia de asteroides de (24) Themis.

## Características físicas
La magnitud absoluta de Excubitor es 13,12. Tiene 15,220 km de diámetro y su albedo se estima en 0,059.